# Suburræterna
Suburræterna ist eine italienische Mafia-Serie, die für den Streamingdienst Netflix erschaffen wurde. Sie stellt die Fortsetzung der Serie Suburra: Blood on Rome dar. Der Titel der Serie bezieht sich wie schon der der Vorgängerserie sowie der des Films Suburra auf das Stadtviertel Roms, das in der Antike als Wohngegend der Armen und als Rotlichtviertel bekannt beziehungsweise berüchtigt war. Der Zusatz „eterna“ bedeutet im Deutschen „ewig“. Wie schon in der Vorgängerserie treten Filippo Nigro in der Rolle des früheren Lokalpolitikers Amedeo Cinaglia sowie Giacomo Ferrara als Alberto „Spadino“ Anacleti auf.

## Handlung
Wir schreiben das Jahr 2011: Etwa drei Jahre nach der Handlung der Vorgängerserie ist die Lage in Rom katastrophal. Die Regierung steckt in der Krise, im Vatikan gibt es Unstimmigkeiten und aggressive Demonstranten stecken ganze Straßenzüge in Brand. Alberto „Spadino“ Anacleti lebt inzwischen in Berlin und bekommt von den Vorgängen in seiner Heimatstadt wenig mit. Der ehemalige Lokalpolitiker Amedeo Cinaglia hingegen hat das Erbe des ermordeten innerstädtischen Gangsterbosses Samurai angetreten und verwaltet im Auftrag des sizilianischen Mafioso Badali nun die kriminellen Angelegenheiten der Stadt. Sein Ziel ist es, ein neues Stadion in der Stadt zu bauen, um die Bevölkerung zu besänftigen und die politische Lage zu stabilisieren. In der Familie Anacleti haben Adelaide und Spadinos Ex-Frau Angelica das Zepter in die Hand genommen und kontrollieren den Drogenmarkt der Region gemeinsam mit Nadia, der früheren Freundin des ermordeten Aureliano Adami. Doch es gibt auch dort Unstimmigkeiten: Angelicas neuer Ehemann möchte sich zusammen mit seinen Geschwistern an der Familie Anacleti für ein Blutbad rächen, das diese vor 20 Jahren angerichtet hatte. Es kommt zum Eklat – und Spadino sieht sich gezwungen, aus seinem Exil nach Rom zurückzukehren …

## Besetzung
| Darsteller         | Rolle                     | Deutscher Synchronsprecher |                 |                            |                 |
| ------------------ | ------------------------- | -------------------------- | --------------- | -------------------------- | --------------- |
| Darsteller         | Rolle                     | Deutscher Synchronsprecher | Giacomo Ferrara | Alberto „Spadino“ Anacleti | Julius Jellinek |
| Filippo Nigro      | Amedeo Cinaglia           | Florian Halm               |                 |                            |                 |
| Paola Sotgiu       | Adelaide Anacleti         | Isabella Grothe            |                 |                            |                 |
| Carlotta Antonelli | Angelica Sale             | Amelie Plaas-Link          |                 |                            |                 |
| Morris Sarra       | Cesare Damiani            | Florian Hoffmann           |                 |                            |                 |
| Marlon Joubert     | Damiano Luciani           | Tommy Morgenstern          |                 |                            |                 |
| Aliosha Massine    | Ercole Bonatesta          | Leonhard Mahlich           |                 |                            |                 |
| Ignacio Paurici    | Felipe                    | Rainer Fritzsche           |                 |                            |                 |
| Emmanuele Aita     | Ferdinando Badali         | Matti Klemm                |                 |                            |                 |
| Yamina Birmi       | Giulia Luciani            | Katharina Spiering         |                 |                            |                 |
| Alberto Cracco     | Kardinal Fiorenzo Nascari | Freimut Götsch             |                 |                            |                 |
| Giorgia Spinelli   | Miriana Murras            | Magdalena Turba            |                 |                            |                 |
| Federica Sabatini  | Nadia Gravoni             | Lea Kalbhenn               |                 |                            |                 |
| Federigo Ceci      | Priester Armando Tronto   | Florian Krüger-Shantin     |                 |                            |                 |
| Gabriele Di Stadio | Victor Anacleti           | Lukas Sperber              |                 |                            |                 |
| Sohel Altan Gol    | Mesut                     | Ulrich Blöcher             |                 |                            |                 |

## Episodenliste
| Nr. | Deutscher Titel  | Originaltitel      | Zusammenfassung | Erstausstrahlung | Regie            |
| --- | ---------------- | ------------------ | --- | ---------------- | ---------------- |
| 1   | Käfige           | Gabbie             | In Ostia gibt es erneut Streitigkeiten unter den Drogendealern über die Verteilung der Verkaufsgebiete. Die Familie Anacleti, die die Gegend kontrolliert, wird angegriffen. Der frühere Lokalpolitiker Cinaglia, der sich der sizilianischen Mafia um Ferdinando Badali angeschlossen hat, versucht, die Unruhen in der Stadt durch den Bau eines neuen Stadions zu beruhigen. | 14. Nov. 2023    | Ciro D’Emilio    |
| 2   | Anabasis         | Anabasi            | Nach dem Anschlag auf Cinaglia und Badali sortieren sich die Machtverhältnisse in der Stadt neu. Alberto Anacleti kehrt nach Rom zurück und nimmt an der Trauerfeier für seine getötete Mutter teil. | 14. Nov. 2023    | Ciro D’Emilio    |
| 3   | Strandinferno    | Tintarella di luna | Nachdem die Anacletis ihre Häuser aufgrund einer drohenden Räumung verlassen mussten, beschließt Alberto, weiterhin in Rom zu bleiben und die ursprüngliche Stellung seiner Familie wieder herzustellen. Hierzu verbündet er sich mit Cinaglia und unterstützt diesen bei dem Ziel, ein neues Stadion in Rom zu bauen. | 14. Nov. 2023    | Ciro D’Emilio    |
| 4   | Unter Belagerung | Assedio            | Für Cinaglia und Alberto Anacleti scheint alles nach Plan zu laufen. Ihr Bestreben, mit dem Bau eines Stadions Geld und Macht zu erlangen, verläuft erfolgversprechend, jedoch verhindert der Jungpolitiker Ercole Bonatesta die Pläne in letzter Minute und lässt sich selbst zum Baubeauftragten der Stadtregierung für das Stadion einsetzen. Zwischen Nadia und Angelica gibt es derweil Streit.                                                                                                   | 14. Nov. 2023    | Ciro D’Emilio    |
| 5   | Unter der Erde   | Sottoterra         | Um Bonatestas Erfolg doch noch zunichtezumachen, versuchen Cinaglia und Alberto Anacleti, hinter das Geheimnis des Priesters Tronto zu gelangen, durch dessen Initiative die Finanzierung des Stadionbaus durch Bonatesta erst ermöglicht wurde. Angelica besinnt sich währenddessen auf ihre alte Freundschaft zu Nadia und verhindert einen Mordanschlag auf sie. | 14. Nov. 2023    | Alessandro Tonda |
| 6   | Radau            | Caciara            | Bonatesta setzt sich gegen Cinaglia und Alberto Anacleti zur Wehr. Ein Mordanschlag auf Alberto misslingt. Nadia und Angelica gestehen sich ihre Liebe. Die Ereignisse in Ostia überschlagen sich. | 14. Nov. 2023    | Alessandro Tonda |
| 7   | Messer           | Coltelli           | Bonatesta und Cinaglia einigen sich auf eine Zusammenarbeit in Bezug auf den Stadionbau. Auch der nächste Mordanschlag auf Alberto verläuft erfolglos. Cinaglias Kinder werden von ihrem eigenen Großvater entführt. Angelica merkt, dass sie ihrem Ehemann nicht trauen kann. | 14. Nov. 2023    | Alessandro Tonda |
| 8   | In Flammen       | Brucia             | Alberto und Cinaglia zerstreiten sich, bevor sie die Absprache mit Bonatesta vertraglich festhalten können. Cinaglias Tochter begreift, dass ihr Vater der Mörder ihrer Mutter ist. Alberto beschließt, nicht nach Berlin zurückzukehren, da sein Platz bei der Familie in Rom ist. Sein in der deutschen Hauptstadt lebender Partner reist daraufhin nach Rom. Bonatesta tötet seinen eigenen Großvater und unterzeichnet bei einer Notarin den Vertrag mit dem Priester Tronto zum Bau des Stadions. | 14. Nov. 2023    | Alessandro Tonda |

## Produktion und Veröffentlichung
Die Dreharbeiten zur Serie begannen im Oktober 2022. Gedreht wurde in Rom, also in jener Stadt, in der die Serie auch spielt.
Ein kurzer Trailer zur Serie wurde am 19. September 2023 vorgestellt.
Erstaufgeführt wurde die Serie im Rahmen des Film-Festivals in Rom am 28. Oktober 2023. Einer breiteren Öffentlichkeit wurde sie am 14. November 2023 durch die Veröffentlichung auf dem Streamingdienst Netflix zugänglich.
Ob es weitere Staffeln der Serie geben wird, war zum Zeitpunkt der Veröffentlichung im November 2023 noch nicht bekannt.

## Hintergrund
Das Augenmerk der Hauptfiguren liegt darauf, am Bau eines neuen Stadions in der Stadt Rom beteiligt zu werden. Hiermit wird eine reale Begebenheit aufgegriffen: Die beiden großen Fußballvereine der Stadt, Lazio Rom und AS Rom, die eine ausgeprägte Rivalität pflegen, spielen seit 1953 beide im Olympiastadion Rom. Ab 2012 (also ein Jahr nach der Handlung von Suburræterna) bemühte sich der AS Rom massiv um den Bau eines eigenen Stadions im Stadtteil Tor di Valle im Südwesten Roms. Noch im Februar 2019 bestätigte Roms damalige Bürgermeisterin Virginia Raggi den Bau eines Stadions mit 52.500 Plätzen an jenem Ort. Sie kündigte zudem an, dass man noch im Jahr 2019 mit dem Bau beginnen würde und dass eine Eröffnung für 2022 geplant sei. Nach vielen Verhandlungen und Verzögerungen scheiterte das Projekt im Jahr 2021, ohne dass je mit dem Bau begonnen worden war. Im Sommer 2022 (noch vor Beginn der Dreharbeiten zu Suburræterna) berichteten Medien von einer Einigung zwischen dem Eigentümer des Vereins, dem US-Unternehmer Dan Friedkin, und dem römischen Bürgermeister Roberto Gualtieri, dass man ein 65.000 Zuschauer fassendes Stadion an einem anderen Ort, nämlich im Stadtteil Pietralata im Nordosten Roms bauen wolle. Als Kostenvolumen wurden 450 Millionen Euro veranschlagt, mit einer Fertigstellung der Arena wird bis 2026 gerechnet. Die Serie verarbeitet somit die jahrelange innerstädtische mediale und politische Debatte um das Stadion, um die eigene fiktive Handlung mit den Verstrickungen zwischen Kirche, Politik und organisiertem Verbrechen fortzuführen.
Suburræterna ist an den Kinofilm Suburra nicht gut anknüpfungsfähig und führt lediglich die Handlung von Suburra: Blood on Rome fort. Die in der letztgenannten Serie verstorbenen Figuren Aureliano Adami, Manfredi Anacleti und Samurai sind folgerichtig in Suburræterna allesamt tot und tauchen höchstens in Rückblenden auf. Im Kinofilm, der wie Suburræterna im Jahre 2011 spielt, leben all jene Figuren jedoch noch/wieder. Auch sind die geplanten Großinvestitionen in Ostia, die in der Form eines Hafens die grundlegende Handlung von Suburra: Blood on Rome bildet, in der Serie Suburræterna längst getätigt (der Hafen ist fertiggestellt und in Betrieb), während sie im Kinofilm noch bevorstehen (dort in Form eines geplanten Zentrums mit Hotels, Casinos und Spielbanken) und erneut Gegenstand der Handlung sind. Die beiden Serien bilden somit ein eigenes, in sich geschlossenes Handlungsgefüge, das mit dem des Kinofilms nur lose verknüpft ist.

## Rezeption
In den Medien wird die Suburra-Reihe als „echter Klassiker“ beschrieben, der ebenso wie die künstlerischen und architektonischen Schönheiten Roms nie aus der Mode kommt. Die Serie könne ewig weiterlaufen, ohne den Zuschauer jemals zu ermüden.